# 科希阿拉图尔
科希阿拉图尔（法語：Cauchy-à-la-Tour，法語發音：[koʃi a la tuʁ]）是法国上法兰西大区加来海峡省的一个市镇，属于贝蒂讷区。

## 地理
科希阿拉图尔（50°30'14"N, 2°27'5"E）面积3.13 平方千米，位于法国上法蘭西大區加来海峡省，该省份为法国北部沿海省份，西北濒北海，南至索姆省，东临北部省。
与科希阿拉图尔接壤的市镇（或旧市镇、城区）包括：欧谢勒、康布兰沙特兰、卡洛讷-里库阿尔、费尔费、弗洛兰盖姆。
科希阿拉图尔的时区为UTC+01:00、UTC+02:00（夏令时）。

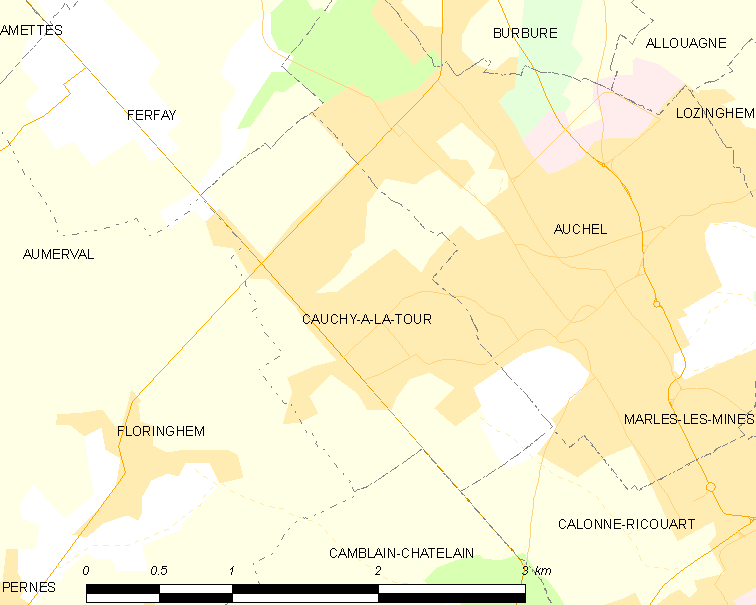
科希阿拉图尔的OSM定位图

## 行政
科希阿拉图尔的邮政编码为62260，INSEE市镇编码为62217。

## 政治
科希阿拉图尔所属的省级选区为欧谢勒县。

## 人口

1962-2008年间科希阿拉图尔人口变化图示

科希阿拉图尔于2022年1月1日时的人口数量为2645人。